# Nikolai Dmitrijewitsch Jegorow

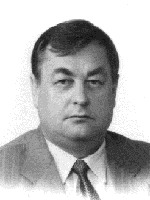
Nikolai Dmitrijewitsch Jegorow

Nikolai Dmitrijewitsch Jegorow (russisch Николай Дмитриевич Егоров; * 3. Mai 1951 im Labinski rajon, Region Krasnodar, RSFSR, UdSSR; † 25. April 1997 in Moskau, Russland) war ein russischer Politiker und ehemaliger Gouverneur der Region Krasnodar.

## Leben
Jegorow studierte am Landwirtschaftsinstitut von Stawropol. 
Von 1990 bis 1992 bekleidete er verschiedenen Positionen. Unter anderem war er Generaldirektor der Behörde für Landwirtschaft und Ernährung, Stellvertreter und anschließend Leiter der Regionalverwaltung von Krasnodar. 
Am 23. Dezember 1992 wurde er zum Gouverneur der Region Krasnodar ernannt. Im Mai 1994 berief ihn Präsident Boris Jelzin zum Minister der Nationalitäten und Regionalpolitik Russlands. 
Ende November 1994 wurde er zum bevollmächtigten Vertreter des russischen Präsidenten in Tschetschenien ernannt. Eine Woche später wurde er zum Leiter der territorialen Verwaltungsinstanz von Tschetschenien. Nach der tödlichen Geiselnahme von Budjonnowsk wurde Jegorow im Juni 1995 entlassen. 
Von Januar bis Juli 1996 war Jegorow Leiter der Präsidialverwaltung und Mitglied des Sicherheitsrates von Russland. Bei den Gouverneurswahlen in Krasnodar im November 1996 konnte er nicht wiedergewählt werden. Danach zog er sich aus Gesundheitsgründen aus der Politik zurück und starb am 25. April 1997 an Lungenkrebs.